# Haham

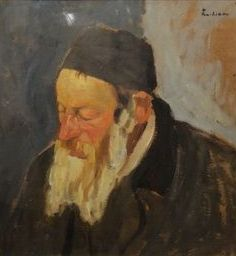
Hahamul din Moinești, pictură de Ștefan Luchian, 1909.

Hahamul (chakam(i), haham(i), hacham(i); în ebraică חכם‎, transliterat: ḥaḵam, „înțelept”) este o persoană bună cunoscătoare a Tora. În comunitățile evreiești din Vechiul Regat hahamul era însărcinat să taie vite și păsări conform prescripțiilor religiei mozaice.
În limba ebraică veche și cea nouă, haham înseamnă „om deștept, înțelept”. În timpul imperiului otoman și al domniilor fanariote, conducătorul spiritual (rabinul șef) al comunității evreilor avea titlul de haham-bașă.
În Marea Britanie haham este numele rabinului șef al comunității evreilor sefarzi.